# Фёдоровская (Ракуло-Кокшеньгское сельское поселение)
Фёдоровская — деревня в Вельском районе на юге Архангельской области. Относится к Ракуло-Кокшеньгскому сельскому поселению.

## География
Деревня расположена в 64 километрах на восток от Вельска (44 км по прямой), на правом берегу реки Кокшеньга (приток Устьи). Ближайшие населённые пункты: на западе, на противоположенном берегу реки, деревня Охлябинская.
Часовой пояс
Фёдоровская, как и вся Архангельская область, находится в часовой зоне МСК (московское время). Смещение применяемого времени относительно UTC составляет +3:00.

## Население
| 2002 | 2010 | 2012 | 2014 |
| ---- | ---- | ---- | ---- |
| 0    | →0   | →0   | →0   |

## История
Указана в «Списке населённых мест по сведениям 1859 года» в составе Вельского уезда Вологодской губернии под номером «2475» как «Ѳедоровская». Насчитывала 5 дворов, 24 жителя мужского пола и 17 женского.
В материалах оценочно-статистического исследования земель Вельского уезда упомянуто, что в 1900 году в административном отношении деревня входила в состав Ракуло-Кокшеньгского сельского общества Устьвельской волости. На момент переписи в селении Ѳедоровское(Крышанниковское) находилось 11 хозяйств, в которых проживало 47 жителей мужского пола и 40 женского.